# Cascajal
Cascajal – dystrykt w Kostaryce, w kantonie Vázquez de Coronado, w prowincji San José.

## Historia
Dystrykt Cascajal został założony na mocy Acuerdo Ejecutivo 429 dnia 30 listopada 1988 roku.

## Geografia
Cascajal ma powierzchnię 131,72 kilometrów kwadratowych i leży na wysokości 1495 m n.p.m.

## Demografia
Według zliczenia ludności w 2011 roku w dystrykcie Cascajal mieszkało 6 728 mieszkańców.

## Transport

### Transport drogowy
Przez dystrykt Cascajal biegną następujące drogi krajowe:
- Droga krajowa nr 216
- Droga krajowa nr 307